# Gran Premio de Bélgica de Motociclismo de 1971
El Gran Premio de Bélgica de Motociclismo de 1971 fue la quinta prueba de la temporada 1971 del Campeonato Mundial de Motociclismo. El Gran Premio se disputó el 4 de julio de 1971 en el Circuito de Spa.
Durante la prueba de los 500 c.c., se produjo un accidente mortal del que fue víctima el francés Christian Ravel, que era considerado el gran adversario del favorito, Giacomo Agostini. Cuando faltaba una vuelta para terminar, Ravel, que iba en segunda posición, tuvo un encontronazo con su compatriota y compañero de equipo, Eric Offenstadt. Ravel resultó primero alcanzado por la moto de Offenstadt y después proyectado piloto chocó de cabeza contra la protección por lo que murió en el acto.

## Resultados 500cc
En la categoría reina, el italiano Giacomo Agostini realizó una espectacular remontada. El campeón salió en penúltimo lugar al no ponerse en march su máquina. Estuvo entre los últimos durante cuatro vueltas y posteriormente empezó una remontada fantástica y en solo cinco vueltas, se puso en cabeza y ganó la carrera.
| Pos.    | Piloto             | Moto      | Tiempo    | Pts. |
| ------- | ------------------ | --------- | --------- | ---- |
| 1       | Giacomo Agostini   | MV Agusta | 55' 19" 7 | 15   |
| 2       | Eric Offenstadt    | Kawasaki  | +1' 44" 4 | 12   |
| 3       | Jack Findlay       | Suzuki    | +1' 45" 6 | 10   |
| 4       | Rob Bron           | Suzuki    | +1 Vuelta | 8    |
| 5       | Ron Chandler       | Kawasaki  | +1 Vuelta | 6    |
| 6       | Kurt-Ivan Carlsson | Yamaha    | +1 Vuelta | 5    |
| 7       | Frank Perris       | Suzuki    | +1 Vuelta | 4    |
| 8       | Jerry Lancaster    | Yamsel    | +1 Vuelta | 3    |
| 9       | Piet van der Wal   | Kawasaki  | +1 Vuelta | 2    |
| 10      | Billie Nelson      | Paton     | +1 Vuelta | 1    |
| Ret     | Jim Curry          | Seeley    | Ret       |      |
| Ret     | Martin Carney      | Kawasaki  | Ret       |      |
| Ret     | Keith Turner       | Suzuki    | Ret       |      |
| Ret     | Theo Louwes        | Kawasaki  | Ret       |      |
| Ret     | Alberto Pagani     | LinTo     | Ret       |      |
| Ret     | Gyula Marsovszky   | LinTo     | Ret       |      |
| Ret     | John Dodds         | König     | Ret       |      |
| Ret     | Ernst Hiller       | Kawasaki  | Ret       |      |
| Ret     | Christian Ravel    | Kawasaki  | Ret       | (†)  |
| Ret     | Bosse Granath      | Husqvarna | Ret       |      |
| Ret     | Dave Simmonds      | Kawasaki  | Ret       |      |
| Ret     | Tommy Robb         | Seeley    | Ret       |      |
| Ret     | Alan Barnett       | Aermacchi | Ret       |      |
| Ret     | Maurice Hawthorne  | Kawasaki  | Ret       |      |
| Ret     | Lothar John        | Yamaha    | Ret       |      |
| Fuente: |                    |           |           |      |

## Resultados 250cc
En la categoría de 250 c.c., venció el italiano Silvio Grassetti con MZ mientras que el inglés Phil Read, líder del Campeonato tuvo que retirarse pro problemas mecánicos.
| Pos. | Piloto           | Moto     | Tiempo     | Pts. |
| ---- | ---------------- | -------- | ---------- | ---- |
| 1    | Silvio Grassetti | MZ       | 35' 10" 6  | 15   |
| 2    | John Dodds       | Yamaha   | +9" 9      | 12   |
| 3    | Dieter Braun     | Yamaha   | +10" 6     | 10   |
| 4    | Paul Smart       | Yamaha   | +13" 4     | 8    |
| 5    | Chas Mortimer    | Yamaha   | +14" 4     | 6    |
| 6    | Rodney Gould     | Yamaha   | +15" 3     | 5    |
| 7    | Gyula Marsovszky | Yamaha   | +15" 3     | 4    |
| 8    | Theo Bult        | Yamsel   | +21"       | 3    |
| 9    | László Szabó     | Yamaha   | +21" 8     | 2    |
| 10   | Günter Bartusch  | MZ       | +42" 3     | 1    |
| 11   | Börje Jansson    | Yamasaki | +43" 8     |      |
| 12   | Karl Auer        | Yamaha   | +1' 09" 4  |      |
| 13   | Billie Nelson    | Yamaha   | +1' 52" 1  |      |
| 14   | Leo Commu        | Yamaha   | +2' 15" 4  |      |
| 15   | Toni Gruber      | Yamaha   | +2' 20" 6  |      |
| 16   | Fosco Giansanti  | Yamaha   | + 1 Vuelta |      |
| Ret  | Phil Read        | Yamaha   | Ret        |      |

## Resultados 125cc
El español Ángel Nieto (Derbi) salió rápidamente en la carrera pero le seugía muy de cerca Barry Sheene (Suzuki RT 67), que era mucho más rápido. Hubo una gran cantidad de abandonos. Además de Nieto también lo hicieron Dave Simmonds (Kawasaki KA-1), Gilberto Parlotti (Morbidelli), Jan Huberts (MZ RE 125) y Börje Jansson (Maico 125 RS). Sheene ganó y los Maico de Gert Bender y Dieter Braun fueron segundo y tercero respectivamente.
| Pos. | Piloto             | Moto       | Tiempo    | Pts. |
| ---- | ------------------ | ---------- | --------- | ---- |
| 1    | Barry Sheene       | Suzuki     | 33' 21" 5 | 15   |
| 2    | Gert Bender        | Maico      | +9" 5     | 12   |
| 3    | Dieter Braun       | Maico      | +23"      | 10   |
| 4    | Cees van Dongen    | Yamaha     | +38" 7    | 8    |
| 5    | Chas Mortimer      | Yamaha     | +1' 02" 7 | 6    |
| 6    | Jürgen Lenk        | MZ         | +2' 06"   | 5    |
| 7    | Rodney Gould       | Yamaha     | +2' 51" 1 | 4    |
| 8    | Thomas Heuschkel   | MZ         | +2' 57" 7 | 3    |
| 9    | Eugenio Lazzarini  | Maico      | +3' 01" 4 | 2    |
| 10   | Tommy Robb         | Yamaha     | +3' 15" 8 | 1    |
| 11   | László Szabó       | MZ         | +3' 16"   |      |
| 12   | Ryszard Mankiewicz | MZ         | +3' 16" 4 |      |
| 13   | Paolo Pileri       | Aermacchi  | +4' 35" 7 |      |
| 14   | Yves Le Toumelin   | Maico      | +5' 12" 9 |      |
| 15   | Oronzo Memola      | Maico      | +5' 15" 1 |      |
| 16   | José Medrano       | Bultaco    | +1 Vuelta |      |
| 17   | Jan Huberts        | MZ         | +1 Vuelta |      |
| 18   | Marcel Toussaint   | Bultaco    | +1 Vuelta |      |
| 19   | François Moisson   | Suzuki     | +1 Vuelta |      |
| Ret  | Ángel Nieto        | Derbi      | Ret       |      |
| Ret  | Dave Simmonds      | Kawasaki   | Ret       |      |
| Ret  | Gilberto Parlotti  | Morbidelli | Ret       |      |
| Ret  | Jan Huberts        | MZ         | Ret       |      |
| Ret  | Börje Jansson      | Maico      | Ret       |      |
| Ret  | Jack Findlay       | Maico      | Ret       |      |

## Resultados 50cc
En 50cc, Nico Polane consiguió uno nuevo hito después de su buena demostración en Assen. Eso le permitió ayudar Jos Schurgers y Jan de Vries para mantener Ángel Nieto detrás de ellos. Nieto terminó tercero y Aalt Toersen fue cuarto, aunque nunca podría amenazar a los tres primeros.
| Pos. | Piloto               | Moto     | Tiempo    | Pts. |
| ---- | -------------------- | -------- | --------- | ---- |
| 1    | Jan de Vries         | Kreidler | 21' 29" 2 | 15   |
| 2    | Jos Schurgers        | Kreidler | +10" 5    | 12   |
| 3    | Ángel Nieto          | Derbi    | +13" 7    | 10   |
| 4    | Aalt Toersen         | Jamathi  | +1' 09" 7 | 8    |
| 5    | Nico Polane          | Kreidler | +1' 22" 5 | 6    |
| 6    | Herman Meijer        | Jamathi  | +1' 53" 9 | 5    |
| 7    | Juan Parés March     | Derbi    | +2' 10" 2 | 4    |
| 8    | Harald Bartol        | Kreidler | +2' 28" 8 | 3    |
| 9    | Ryszard Mankiewicz   | Kreidler | +3' 28" 8 | 2    |
| 10   | Manfred Kugler       | Kreidler | +3' 30" 6 | 1    |
| 11   | Jean-Louis Pasquier  | Derbi    |           |      |
| 12   | André Millard        | Kreidler |           |      |
| 13   | Lasse Johansson      | Maico    |           |      |
| 14   | Jacques Bernard      | Kreidler |           |      |
| 15   | Julien van Zeebroeck | Kreidler |           |      |
| 16   | François Moisson     | Kreidler |           |      |
| 17   | Marcel Toussaint     | Kreidler |           |      |
| 18   | Emmanuel Ghilain     | Kreidler |           |      |
| 19   | Jérôme van Haeltert  | Kreidler |           |      |
| 20   | Guy Muyters          | Kreidler |           |      |